# キラリティー (漫画)
『キラリティー』（Chirality）は、うるし原智志による日本の漫画作品。『月刊コミックNORA』（学習研究社）にて1994年8月号より1997年1月号まで連載された。
単行本は全3巻で、各巻にカラーイラストが収録されている。単行本では雑誌掲載時より加筆されている。作者の代表作の1つである。愛蔵版は全2巻で、各巻にはドラマCDが付属し、第1巻にはキャロル役の井上喜久子が、第2巻には栞役の林原めぐみが歌うイメージソングも収録された。

## あらすじ
世界を管理するコンピュータ・マザーの一端末であるガイアは、地球環境を制御するために作られたが、何らかの理由によって回線を切断され、狂気に陥る。抑えられていた力のすべてが吹き出して狂った影響によって大陸の多くは失われ、地軸が12度傾いた。ガイアは自己修復の過程で生体寄生メカ・GMを生み出し、それを世界の制圧に利用する。一方、マザーはガイアから地球を取り戻すべく、「イヴ」としてCHIRALITY ARTIFICIAL RECOMBINE OF LIFE（人工鏡像遺伝子生命体）ことキャロルを生み出す。さらに、マザーは万が一「ガイア」によって種が滅んだ時のため、キャロルに様々な遺伝子を組み込んだ。
ある日、女子高生・栞はGMに寄生された知人のエレナに襲われているところをキャロルに助けられ、そのまま気絶してシェルターで目を覚ます。その後、GMに寄生されたジムに襲われた栞は、子供の頃にキャロルと出会っていたことを思い出す。ある時、窮地に立たされたキャロルが男性に擬態し、栞をかばって負傷する。このことがきっかけで、栞はキャロルに興味を抱く。
GMは人間たちの居住区を襲撃した後、シェルターの最下層にある発電用の融合炉に侵入して巣を作り、融合炉の電力で増殖していた。そこでの戦いの最中、栞はキャロルを庇って瀕死に陥る。栞を救うために力を発揮したキャロルにより、融合炉のGMは倒される。キャロルから臓器を提供されて救われた栞は感謝と謝罪の言葉を述べ、キャロルについて行くと決める。
大都市での散策中にはGMに襲われて戦闘となり、キャロルはマザーに守護者（ガーディアン）として選んだ人間の栞を守らなければならないと言われるが、「人間として愛する栞を守る」と決意する。一方、キャロルに恨みのあるアダムは、GMを総括するコンピュータ・ガイアによって蘇生された後、キャロルに最愛の人間を失わせて血の涙を流させようと出撃する。キャロルはアダムに苦戦するが、栞の兄・静真とキャロルの仲間のアンドロイド・ビックの加勢により、撃退に成功する。
キャロルは栞を愛しているがゆえに遠ざけて悩み、栞がアダムの手にかけられる悪夢まで見る。そして、ローダーの不調が極限にまで達し、アダムに襲撃されてGMの大群が押し寄せる中、感情を抑えられなくなったキャロルは暴走する。このままだとキャロルが活動を停止すると知った栞は、負傷しながらも説得してキャロルを正気に戻すことに成功する。ガイアに最も近いシェルターでGMと交戦した際、キャロルは擬態ができなくなったことに気付く。そのため、ガイアの心臓部には栞とビックが送られることになる。栞はキャロルに思いを伝え、2人は結ばれる。栞がガイアシステムにアクセスしている中、キャロルはアダムと戦闘する。栞とキャロルが共に生きたいと願い、ビックはガイアと融合してアダムに勝つ。

## 登場人物
声の項はドラマCDの声優。
キャロル・ガーディアン
声 - 井上喜久子
本作の主人公で、キャロル（CAROL）という名前はCHIRALITY ARTIFICIAL RECOMBINE OF LIFE（人工鏡像遺伝子生命体）の略名である。
18歳。中性体だったが、栞との出会いで精神的に男性へと変わる。
「イヴ」として「マザー」に作られた人間。擬態能力があり、ビックからの信号で姿を変えられる。女性の姿の時は女性らしい口調、男性の姿の時は男性らしい口調で話す。
幼少時は世界の全てが敵だと認識し、自身の存在意義を見出せなかったが、栞と出会い、彼女の生きる世界を守るために生きることを誓った。その一方で、栞の記憶から自分の存在を封印した。
男性の姿の方が力があり、女性の姿の方が再生力が強い。新陳代謝をコントロールすることが可能。
キスをすることにより、動物の細胞や血液から体調やGM寄生反応を知る力を持つ。
動物の遺伝子を持つため、身体の一部を擬態する力を持つが、体内が拒絶するために時間制限がある。
弱点は脳。
栞・フロイライン・舞禅（しおり・ふろいらいん・まいぜん）
声 - 林原めぐみ
ヒロインである17歳の人間で、父親はガイアシステムに付属した中心部に最も近いシェルターのリーダーである。日系アメリカ人で、シカゴのイリノイ州の地下シェルターに住んでいた。
要所で涙を流すことが多い。
性別に関係なく、キャロルのことが好き。また、キャロルに守られるだけではなく、自らも戦う意思がある。
静真・アドルフ・舞禅（しずま・あどるふ・まいぜん）
栞の兄。20歳の人間。
7歳の時に母親をGMに殺され、父親も捜索隊として出たまま行方不明になるも、父の意思を継ぎ旅に出る決意をする。また、シェルターに住むゲイルは叔父にあたる。
軍用ローダーの整備が出来る。
パティに「全てが終わった時に生きていたら一緒にならないか」と提案をし、「あんたの子供なら生んでもいい」と返事を貰った。
パトリシア・グレース・フリーマン / パティ
17歳の人間。女性医学者で、医学知識は静真たちのシェルターで実践的に身につけた。
キャロル達と共にガイアへ向かう仲間。
恋人のバーツを亡くした後は、彼の形見として生きることを決意する。
VS - 01PDDA / ビック
人間の脳を元にプログラムされたアンドロイド（ユニット・アンドロイド）。キャロルの仲間だが、GMと間違えられることが多い。
外部からのアクセスは不可能で、中身が不明。
アダム・ジェノサイバー
18歳。男性。キャロルへの復讐に燃える。
ビックと同じ頭脳チップを埋め込んでいるため、脳を失っても再生が可能。ヘッドベルトを介し、外部からアクセスせずに擬態が出来る。
バーツ
パティの知り合い。元いたコロニーは1年前に消滅し、それ以来1人で過ごす。
パティを逃がすためにGMの中に飛び込んだせいで、GMに寄生され、再会して間もなく暴走する。
エレナ
栞の知人の女性。第1話にてGMに寄生された。
ジム
医師（であるとの記述はないが、それに近いことをしている）。第1話にて新種のGMに寄生された。
シーザ
栞の友達の獣。栞をGMから守ろうとして、怪我をして死亡した。

## 用語
GM
生体寄生メカ。世界中で爆発的な速さで増殖している。
新種のものは起動性、増殖性などが従来型の倍はある。一部は「ガイア」の修復を続けている。
ガイア
GMを総括し、世界を制圧しているコンピュータ。アラスカにあり、本体だけで800kmにも及ぶ大規模な存在。
元々は地球環境の全てを制御するために作られ、端末は地球の中心にまで達していた。
西暦2022年に地球の歴史が終わったのは、ガイアシステムが狂ったからだと言われている。抑えられていた力の全てが吹き出して狂った影響により、大陸の多くは失われ、地軸が12度傾いた。
大部分を失ったガイアが自己修復をした過程で生まれたものが「GM」である。
本来は「マザー」の端末にすぎないが、「マザー」との回線が何らかの事情により寸断されたために狂ったと言われている。
オメガ
「ガイア」による緊急事態指令。地球で生まれた物質を宇宙に還すために、地球を砕く。
「マザー」とのネットワークが寸断された時に発動するプログラム。
マザー
元々は「ガイア」を統括していたコンピュータ。
コロニーの地下300m、半径500mに存在していたが、GMを恐れた人間にGMの巣だと思われ、大半が破壊されたが、大部分を切り離すことで破壊を免れる。
マザーのプログラム
ブラックボックスに移植された「マザー」の意思と知識。
イヴ
約束の地（プロミストランド）へ人々を導くために「マザー」に作られた人間で、「ガイア」から地球を取り戻すための力として生まれた存在。
万が一「ガイア」によって種が滅んだ時のために、様々な遺伝子を持つ。鏡像異性体として作られ、雄・雌の因子を持つ。
アダム
雄の因子だけを持ち、イヴのパートナーとしてイヴを守る力を持つ。擬態能力も持つ。
事故が起こり、「マザー」のバッテリーがなくなったことと、イヴ（キャロル）が別のパートナーを選んだため、完成前に中止された。
調整中の頃にGMが作り出した兵器だと考えた人間により、システムを破壊され、封印された。
シェルター
人間が生きていける場所。居住区がある。
軍用ローダー
水陸両用。装甲は対GMコーティングがされている。3000kmは走行可能。

## 書誌情報
- うるし原智志『キラリティー』学習研究社〈ノーラコミックス・デラックス〉全3巻
  1. 1995年4月発売、『月刊コミックNORA』1994年8月号 - 10月号、12月号、1995年1月号、3月号、ISBN 4-056009376
  2. 1996年2月発売、『月刊コミックNORA』1995年4月号、5月号、7月号、9月号、10月号、12月号、ISBN 4-056012121
    - SD CASE1（『月刊コミックNORA』1995年9月号別冊付録）
    - SD CACE2（『月刊コミックNORA』1996年2月号別冊付録）

  3. 1997年4月発売、『月刊コミックNORA』1996年1月号、4月号 - 6月号、8月号 - 10月号、12月号、1997年1月号、ISBN 4-056015872
- うるし原智志『キラリティー 愛蔵版』学研プラス〈ノーラコミックス〉全2巻
  1. 再会の章 2003年3月1日発売[2]、ISBN 978-4-05-603093-8
  2. 永遠の章 2003年3月1日発売[3]、ISBN 978-4-05-603094-5